# Тхір Микола
Тхір Микола (псевдо: «Шварний»; 1921, с. Пулави, Кросненський повіт, Підкарпатське воєводство, Польща — 11.1949, с. Велке-Немчіце, Південноморавського краю, Чехія) — Лицар Золотого хреста бойової заслуги УПА 2 класу та Срібного хреста бойової заслуги УПА 2 класу.

## Життєпис
В лавах УПА з 7 березня 1946 року. Ланковий сотні УПА «Ударник-5» ВО 6 «Сян». Стрілець курєрської групи Проводу ОУН (10.-11.1949). 
Старший вістун (?), булавний (?) УПА. 
Загинув поблизу села Велке-Немчіце Південноморавського краю (Чехія) у сутичці з місцевою поліцією під час рейду на Захід.

## Нагороди
- Срібний хрест бойової заслуги УПА 2 класу (2.09.1948) за ліквідацію генерала Свєрчевського
- Золотий хрест бойової заслуги УПА 2 класу (20.07.1950) як кур'єра Проводу ОУН, посмертно.